# Järbo-Råggärds församling
Järbo-Råggärds församling var en församling i Högsäters pastorat i Dalslands kontrakt i Karlstads stift. Församlingen låg i Färgelanda kommun i Västra Götalands län (Dalsland). Församlingen uppgick 2020 i Högsäters församling.

## Administrativ historik
Församlingen bildades 2010 genom sammanslagning av Järbo och Råggärds församlingar och ingick därefter i Högsäter pastorat. Församlingen uppgick 2020 i Högsäters församling.

## Kyrkor
- Järbo kyrka
- Råggärds kyrka